# Literatursprache
Literatursprache oder Schreibsprache (auch Sprache der Literatur, literarische Sprache oder Dichtersprache) nennt man eine Sprachform innerhalb einer Sprache, die sich durch eine Reihe von Merkmalen von der sonstigen geschriebenen Sprache anderer Textgattungen („Alltagsliteratur“, d. h. Zeitungstexte, Gebrauchsanweisungen, Kochrezepte usw.) unterscheidet. 
Die Unterschiede zu anderen Varietäten einer Sprache beruhen in der ersten Linie auf der besonderen Funktion der Literatur: Deren Sprache muss daher nicht effizient der zweckgebundenen Kommunikation dienen und eindeutig verständlich sein, sondern erfüllt in erster Linie ästhetische Funktionen. Hier besteht daher in vielem „dichterische Freiheit“.

## Sprache der mündlichen Volksepik
Eine Dichtersprache im engeren Sinn ist eine mündlich tradierte, besonderen Regeln unterworfene Sprache oraler Kulturen, die oft auch eine besondere Art des Vortrages in Form eines Sprechgesangs, einer Melodie oder bestimmter Intonationen beinhaltet (vgl. Epos).
Beispiele sind die nordische Dichtersprache, die später in Island auch aufgezeichnet wurde (siehe Skalde), die aber schon vorher existierte, die altarabische Dichtersprache in vorislamischer Zeit, die in frühislamischer Zeit schriftlich festgehalten wurde (siehe Hafiz) oder die altindische Dichtersprache. Eine Dichtersprache pflegten auch die keltischen Barden. 
Dichtersprachen gibt es auch heute noch in oralen Kulturen, etwa in Afrika, wo sie von bestimmten Sängern (Griots) gepflegt werden, die viele lange Gedichte auswendig können und bei bestimmten Gelegenheiten vortragen. Die Dichtersprache der westafrikanischen Yoruba wird Ibeji genannt; sie steht ihrer Herkunft nach in enger Beziehung zum traditionellen Zwillingskult. 
Manchmal existieren mündlich weitergegebene Dichtersprachen noch lange nach Entwicklung einer Schriftkultur weiter, oft in Form des traditionellen Volksliedes. So wurde noch im 20. Jahrhundert eine alte Griechin entdeckt, die ein langes Volkslied vortragen konnte, dessen Text man bis dahin in fast gleicher Form nur aus mittelalterlichen Handschriften kannte. 
Auch die Überlieferung des Stoffes des Nibelungenlieds ist ohne die Existenz einer germanischen Dichtersprache schwer vorstellbar, da es zum Teil recht genau historische Ereignisse beschreibt, die 700 Jahre zuvor stattfanden und von denen man zur Zeit der schriftlichen Fixierung des Epos kaum Kenntnis aus anderen Quellen besaß.